# Base ULM de Cambaie

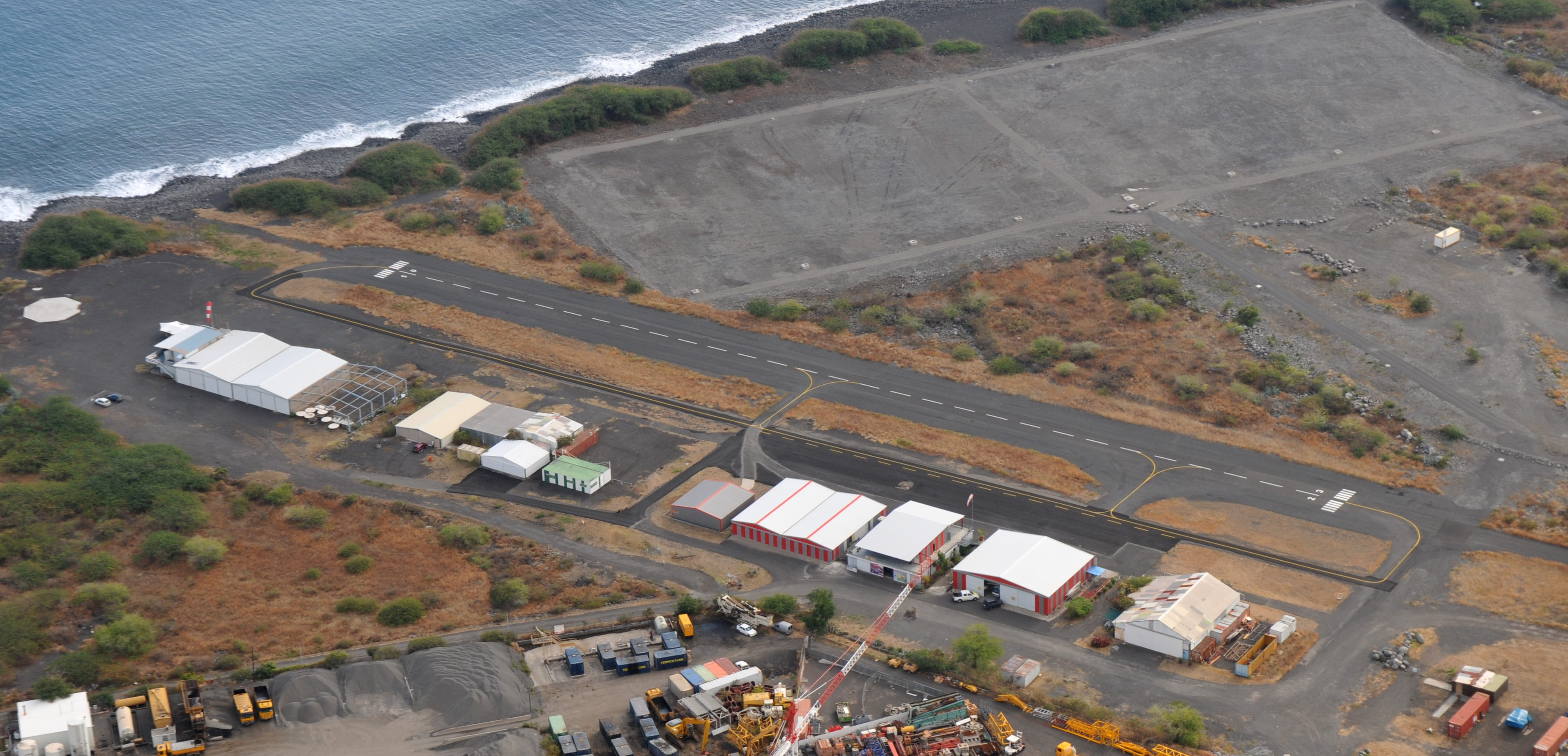
Vue aérienne de la base ULM de Cambaie en 2012

La base ULM de Cambaie est une piste d'aviation destinée aux ULM sur la commune de Saint-Paul, sur l'île de La Réunion, en France. Elle est située à 1 500 m de la zone de l'ancienne antenne Oméga à Cambaie. Il s'agit de l'une des bases ULM les plus actives de France[réf. souhaitée].

## Caractéristiques
- Code du terrain : LF9742
- Latitude : S 20° 57' 47
- Longitude : E 055° 16' 54
- Altitude : 30ft (10m)
- Nature de la piste : 05/23 revêtue  ; 250m×20m + prolongement de 190m